# Chlorure de tributylétain
Le chlorure de tributylétain, également abrégé en TBTCl, est un halogénure organométallique de formule semi-développée (CH3CH2CH2CH2)3SnCl et employé comme réactif en chimie organique. Comme tous dérivés du tributylétain, c'est un composé toxique agissant notamment comme leurre hormonal.